# Az-Zâhir Sayf ad-Dîn Tatar
Pour les articles homonymes, voir Az-Zahir et Sayf ad-Dîn.
Az-Zâhir Sayf ad-Dîn Tatar est un sultan mamelouk burjite qui règne en Égypte en 1421.

## Biographie
Al-Muzaffar Ahmad, deuxième fils d’Al-Mu'ayyad Chaykh al-Muhammudî désigné comme successeur n’a que 17 mois quand il est proclamé sultan. Le régent désigné, était en campagne et l’atabeg Tatar qui a épousé la mère d'Ahmad s’empare du trône moins de huit mois plus tard et prend le titre d’Az-Zâhir Sayf ad-Dîn.
Après quatre mois de règne, il meurt de mort naturelle après avoir désigné son fils Muhammad comme successeur avec Barsbay comme précepteur et un autre émir, nommé Djanibey, comme et régent.